# 阿氏小銀漢魚
阿氏小銀漢魚，為輻鰭魚綱銀漢魚目擬銀漢魚科的其中一種，分布於北美洲墨西哥淡水流域，為熱帶淡水魚，棲息在底中層水域，生活習性不明。